# Zimen Inlet
Das Zimen Inlet (englisch; bulgarisch Зименски залив Simenski saliw) ist eine 12,8 km breite und 9,3 km lange Bucht an der Oskar-II.-Küste des Grahamlands auf der Antarktischen Halbinsel. Auf der Ostseite der Churchill-Halbinsel liegt sie als Nebenbucht des Adie Inlet südlich des Slav Point und nördlich des Cavarus Point.
Britische Wissenschaftler kartierten sie 1974. Die bulgarische Kommission für Antarktische Geographische Namen benannte sie 2013 nach der Ortschaft Simen im Südosten Bulgariens.